# 坂部村
坂部村（さかべむら）は静岡県の中部、榛原郡に属していた村である。現在の牧之原市北西部にあたる。静岡空港の敷地が旧村域にかかっている。

## 地理
- 河川：坂口谷川

## 歴史
- 1889年（明治22年）4月1日 - 町村制の施行により、坂部村、坂口村が合併して発足。
- 1955年（昭和30年）3月28日 - 川崎村・勝間田村と合併して榛原町が発足。同日坂部村廃止。